# 木原彰彦
木原 彰彦（きはら あきひこ、1958年11月28日 - ）は、日本および大韓民国のプロ野球選手（内野手）。大阪府東大阪市出身。右投げ右打ち。韓国名は朴 彰彦（パク・チャンオン、박 창언）である。

## 来歴・人物
大阪府の布施工から社会人チームのデュプロを経て1982年のドラフト4位で内野手として広島東洋カープに入団。前年に同僚の川口和久がドラフト1位指名された際には社内で急遽、会見場を準備するなど奔走したという。
1983年には二軍のウエスタン・リーグにおいて打率.365で首位打者を獲得したが、4年間の広島時代には一軍へ昇格できなかった。
1986年に、韓国プロ野球のOBベアーズに移籍したが、1年で退団。

## 詳細情報

### 年度別打撃成績
| 年 度    | 球 団    | 試 合 | 打 席 | 打 数 | 得 点 | 安 打 | 二 塁 打 | 三 塁 打 | 本 塁 打 | 塁 打 | 打 点 | 盗 塁 | 盗 塁 死 | 犠 打 | 犠 飛 | 四 球 | 敬 遠 | 死 球 | 三 振 | 併 殺 打 | 打 率 | 出 塁 率 | 長 打 率 | O P S |
| -------- | -------- | ----- | ----- | ----- | ----- | ----- | -------- | -------- | -------- | ----- | ----- | ----- | -------- | ----- | ----- | ----- | ----- | ----- | ----- | -------- | ----- | -------- | -------- | ----- |
| 1986     | OB       | 47    | 148   | 139   | 10    | 34    | 6        | 1        | 0        | 42    | 11    | 4     | 2        | 6     | 1     | 2     | 0     | 0     | 35    | 3        | .245  | .254     | .302     | .556  |
| KBO：1年 | KBO：1年 | 47    | 148   | 139   | 10    | 34    | 6        | 1        | 0        | 42    | 11    | 4     | 2        | 6     | 1     | 2     | 0     | 0     | 35    | 3        | .245  | .254     | .302     | .556  |

### 背番号
- 50 （1982年 - 1985年）
- 5 （1986年）

### 登録名
- 木原 彰彦 （きはら あきひこ、1982年 - 1985年）
- 朴 彰彦 （パク・チャンオン、박창언・1986年）